# جاسازی گوی‌ها

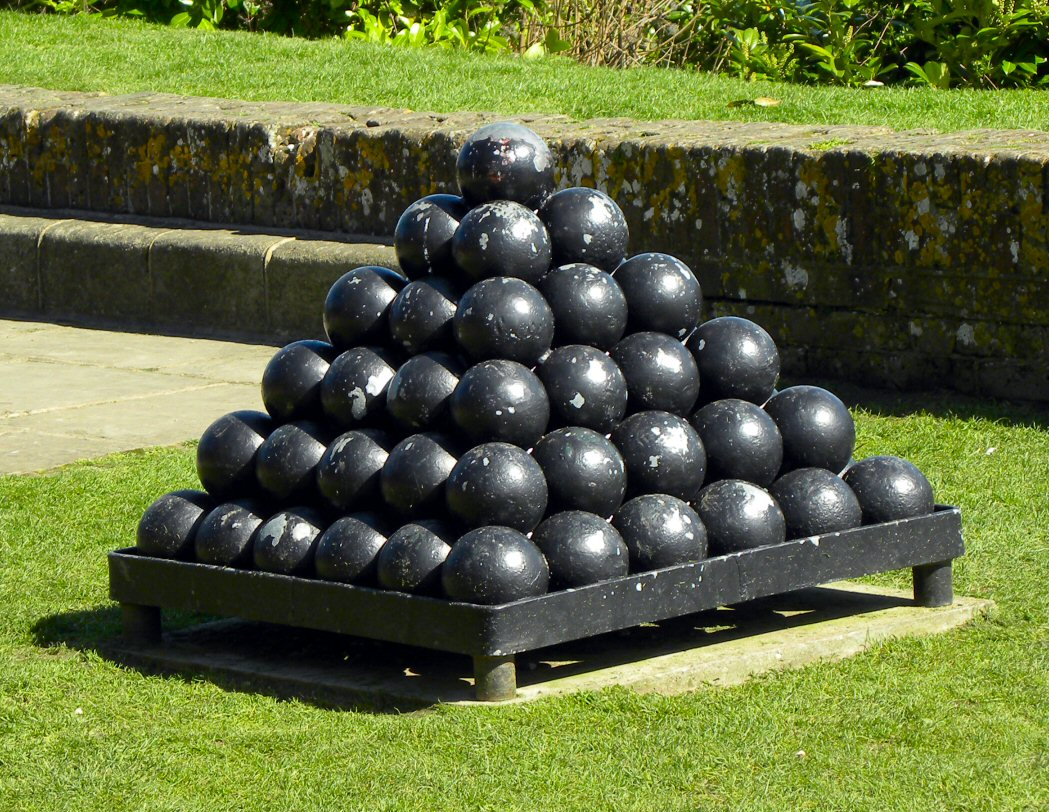
کاربرد عملی مفهوم جاسازی گوی‌ها در انباشتن گلوله‌های توپ.

در هندسه، مفهوم جاسازی گوی‌ها (به انگلیسی: sphere packing) به نوعی از چیدمان کره‌های ناهمپوشان در یک فضای مشخص اشاره دارد. گوی‌های در نظر گرفته شده معمولاً همگی اندازه یکسان دارند و فضا معمولاً فضای اقلیدسی سه بعدی است. با این حال، مشکلات جاسازی کُره‌ها را می‌توان به موارد گوی‌های نابرابر، فضاهایی با ابعاد دیگر (که در آن مشکل تبدیل به جاسازی دایره‌ای در دو بعد یا جاسازی اَبَرکره در ابعاد بالاتر می‌شود) یا به فضاهای نااقلیدسی مانند فضای هذلولی تعمیم داد.
یک مشکل ویژه برای جاسازی گوی‌ها، یافتن آرایشی است که در آن گوی‌ها تا حد امکان فضا را پر کنند. نسبت فضای پرشده توسط کره‌ها را چگالی جاسازی می‌گویند. از آنجایی که چگالی محلی یک جاسازی در یک فضای نامتناهی می‌تواند بسته به حجمی که روی آن اندازه‌گیری می‌شود متفاوت باشد، مشکل معمولاً به حداکثر رساندن چگالی متوسط یا مجانبی است که در یک حجم به اندازه کافی بزرگ اندازه‌گیری می‌شود.
برای کره‌های مساوی در حالت سه بعدی، متراکم‌ترین جاسازی تقریباً ۷۴ درصد حجم را مصرف می‌کند. یک جاسازی تصادفی از گوی‌های هم‌اندازه معمولاً دارای چگالی حدود ۶۳٫۵٪ است.
آرایش مشبکه (که معمولاً آرایش منظم نامیده می‌شود) آرایشی است که در آن مراکز کره‌ها یک الگوی بسیار متقارن را تشکیل می‌دهند که فقط به n بردار نیاز دارد تا به‌طور یکتا تعریف شوند (در فضای اقلیدسی n بعدی). ترتیبات مشبکه دوره ای هستند. آرایش‌هایی که در آن گوی‌ها یک شبکه تشکیل نمی‌دهند (اغلب نامنظم نامیده می‌شوند) همچنان می‌توانند دوره‌ای باشند، اما همچنین نامنظم (به عبارت درست غیر تناوبی) یا تصادفی باشند. به دلیل تقارن بالایی که دارند، دسته‌بندی جاسازی‌های مشبک نسبت به غیر مشبک آسان‌تر است. شبکه‌های تناوبی همیشه چگالی مشخصی دارند.

آرایش منظم گوی‌های هم‌اندازه در یک صفحه که به آرایش نامنظم کره‌های نابرابر (حباب) تغییر می‌کند.

شبکه HCP (سمت چپ) و شبکه FCC (راست) دو چیدمان با بالاترین تراکم رایج هستند.

دو روش برای چیدن سه صفحه ساخته شده از کره